# Цифровое скачивание музыки
Ска́чивание му́зыки (англ. music download) — сохранение музыки из Интернета на компьютер (или другое устройство) пользователя.
Одним из первых способов скачивания музыки был её перенос с компакт-дисков, так называемый «риппинг». С одной стороны, это позволяло избавиться от физических носителей, которые могли занимать много места. С другой, при переносе могло теряться качество записи; кроме того, сохранение музыки в формате файла приводило к утере печатных материалов, например, обложек компакт-дисков, текстов песен, информации об участниках записи и так далее. Риппинг компакт-дисков был довольно длительным и утомительным процессом, а также требовал выбора правильного формата файла и настроек цифрового преобразования.
Более удобным способом цифрового скачивания музыки являлась легальная покупка. Компании, продающие музыку в цифровом формате, предоставляли возможность загрузки как целых альбомов, так и отдельных песен, в зависимости от цены. Кроме того, отдельные исполнители время от времени предоставляли ограниченное количество композиций для бесплатной записи, с тем, чтобы заинтересовавшийся слушатель мог позже купить весь альбом. Чаще всего поддерживался целый ряд форматов, включая MP3, AAC, WMA и FLAC, в зависимости от поддерживаемой операционной системы. Помимо формата, у различных файлов мог колебаться битрейт, что позволяло добиваться более высокого качества звучания, но также приводило к увеличению размера файла. Также, различные крупные онлайн-магазины предлагали отличающийся ассортимент композиций, так что некоторые песни были доступны только у одного из продавцов.
Ещё одним вариантом цифрового скачивания являлось использование P2P-сетей обмена файлов, а также бит-торрент сайтов. Часть из этих сервисов являлись легальными, в то время как другие — незаконными, так что их использование приравнивалось к нарушению закона. Представители музыкальной индустрии время от времени подавали иски против пользователей, занимавшихся нелегальным распространением и скачиванием музыки. 
При покупке музыки в цифровом формате файлы, содержащие её, переносятся на цифровое устройство покупателя (компьютер, телефон и тому подобное) и сохраняются на нём. После этого, чтобы иметь к ним доступ, соединение с Интернетом больше не нужно. Также файлы с музыкой можно переносить на другие устройства по своему желанию. Скачивание музыки имеет ряд заметных преимуществ над прослушиванием из Интернета в потоковом режиме: При скачивании вы навсегда становитесь владельцем цифровых копий и можете полностью контролировать их использование. Скачанную музыку можно потом слушать при любых обстоятельствах, в том числе без подключения к Интернету.
К числу магазинов, продающих музыку в скачиваемых форматах, относятся Amazon, Google Play и iTunes. По оценкам, уже в 2006 году цифровые продажи музыки достигали 2 миллиардов долларов. В том году в мире через Интернет было продано порядка 509 миллионов песен. По оценкам социологической компании Nielsen, в 2012 году цифровое скачивание составляло 55,9 процентов от всех продаж музыкальных альбомов в США. (В данном исследовании за альбом считались как полные альбомы, так и эквивалентные альбому коллекции треков, то есть от 10 штук). Один только iTunes (интернет-магазин музыки, принадлежащий компании Apple) в первом квартале своего финансового 2011 года получил выручку в размере 1,1 миллиарда долларов.